# WRNN-TV
WRNN-TV (também conhecida como Regional News Network ou RNN) é uma emissora de televisão estadunidense licenciada para New Rochelle, Nova York, que atende o mercado de televisão da cidade de Nova York. Opera no canal 48 (25 UHF digital), e é afiliada à ShopHQ. Pertence a WRNN-TV Associates, sendo a emissora geradora da Regional News Network. A sede e os estúdios da WRNN-TV estão localizados na Westchester Avenue, em Rye Brook, e os equipamentos de transmissão estão localizados no topo do One World Trade Center, sendo estes compartilhados com a WWOR-TV.

## História

### Antecedentes (1970-1983)
O canal 62 foi usado pela primeira vez na área metropolitana de Nova York pela W62AA, fundada em 1970 pela Screen Gems Broadcasting, subdivisão da Columbia Pictures, como uma repetidora da emissora independente WNJU-TV (canal 47, hoje WNJU). Foi uma das muitas repetidoras servindo toda a área da cidade de Nova York. Em 1975, a WNJU-TV e a maioria das principais emissoras de Nova York mudaram seus transmissores para o World Trade Center, mas a W62AA permaneceu no Empire State Building para expandir seu sinal mais ao norte da cidade e arredores. Em 1982, a WNJU-TV expandiu a cobertura de seu sinal mais ao norte, tornando a operação da W62AA desnecessária. A repetidora saiu do ar em 1983. Naquele ano, foi autorizada uma licença para uma emissora de televisão de alta potência em Kingston, Nova York, para um grupo liderado pelo empresário da região de Albany, Edward Swyer.

### WTZA (1985-1995)
O canal 62 voltou ao ar em Kingston em 15 de dezembro de 1985 como WTZA, uma emissora independente servindo a região do meio do Hudson Valley, no estado de Nova York. O programa inaugural da WTZA foi Discover 62, um documentário sobre a região e também uma apresentação da programação da emissora. No entanto, em virtude do alcance externo de seu sinal, a emissora também atendia a área do Distrito Capital e os subúrbios ao norte da cidade de Nova York. O prefixo significava a área de cobertura e também servia como o slogan da emissora: "From the Tappan Zee to Albany" (De Tappan Zee a Albany). 
A emissora tinha uma programação independente tradicional, com filmes, reprises, programas infantis e programas de relações públicas. A programação esportiva também foi incluída, principalmente competições de colégios e faculdades e, posteriormente, jogos de futebol do Exército. A emissora também tinha uma pequena equipe de jornalismo, liderada pelo ex-produtor executivo da CNN, Gerry Harrington, que foi relativamente bem-sucedida devido à necessidade de informações locais de sua área de cobertura.
Embora a WTZA ainda estivesse indo bem em seu mercado, a emissora começou a ter problemas antes da venda, devido ao fato de ter sido impedida de obter os direitos de muitos programas sindicados por emissoras maiores em Nova York e Albany. Ser licenciada no mercado da cidade de Nova York também não ajudou a situação da emissora, e no início dos anos 90, a WTZA perdeu a maior parte de seus programas sindicados de grande audiência quando as agências da cidade de Nova York reivindicaram os direitos territoriais dos mesmos. Em 1993, Swyer e a WTZA-TV Associates venderam a emissora para o empresário de Harrison, Richard French Jr., que transformou a emissora em uma empresa familiar, com sua esposa e seus três filhos envolvidos em várias funções. Seu filho mais velho, Richard French III, foi nomeado gerente geral da WTZA. Em 1994, foi lançado o projeto "TZA All News Channel", com uma programação voltada principalmente ao jornalismo. No início de 1995, a maioria dos programas de entretenimento restantes da WTZA haviam sido substituídos por infomerciais.

### WRNN-TV (1995-atual)
Em outubro de 1995, o prefixo da emissora foi alterado para WRNN-TV, e a emissora passou a ter uma programação "all-news", com a maior parte de sua programação focada no jornalismo. A emissora também passou a se identificar como "Regional News Network" (Rede Regional de Notícias). A WRNN-TV inicialmente produzia programas de notícias sete dias por semana e 24 horas por dia durante a semana. Sua área de cobertura passou a incluir toda a região do Hudson Valley, e agências de notícias foram estabelecidas no Distrito Capital e em Long Island, no estado de Nova York, e nos estados vizinhos de Nova Jersey e Connecticut. A emissora era associada ao All News Channel e usava reportagens desse serviço para aumentar sua cobertura nacional.
Necessidades orçamentárias levaram a emissora a reduzir a programação de jornalismo em 1999, quando passou a ser exibida apenas às noites de segunda a sexta. Mas a direção da WRNN-TV decidiu que havia chegado o momento da emissora ter como alvo a cidade de Nova York, com a programação passando a ser distribuida para assinantes de cabo da cidade. Os escritórios em New Jersey e Connecticut foram fechados, e logo depois disso, o departamento de jornalismo deu mais ênfase às notícias da cidade de Nova York do que antes, apesar da emissora não ter muita audiência dentro dos Boroughs. O sinal da WRNN-TV pelo canal 62 não conseguia chegar até Bronx, o bairro mais ao norte da cidade, e nenhum dos principais sistemas a cabo da cidade (operados pelos predecessores da Spectrum e Optimum TV de hoje) transmitiram a emissora. A WRNN-TV abriu um estúdio em Manhattan e teve sucesso em fazer com que seus telejornais noturnos fossem transmitidos simultaneamente em um emissora de baixa potência local, para que conseguisse que a sua programação fosse transmitida obrigatoriamente no cabo local. A mudança para a cidade de Nova York resultou na diminuição da cobertura para sua área de sinal principal; as previsões meteorológicas da WRNN-TV não incluíam áreas ao norte de Kingston, a cidade de concessão da emissora. Em 2005, a WRNN-TV abriu um estúdio principal na vila de Rye Brook, mantendo as instalações em Kingston e Manhattan. 
Em 6 de março de 2007, a WRNN-TV assinou um contrato de afiliação com o Funimation Channel, para retransmitir sua programação no subcanal digital 48.3. A afiliação terminou em julho de 2009. Em agosto de 2009, a emissora usou seu subcanal 48.2 para retransmitir o serviço em inglês da China Central Television, CCTV-9. Em janeiro de 2010, o canal passou a transmitir outra rede em inglês com base na China, a Blue Ocean Network.
Em junho de 2009, a WRNN-TV começou a produzir programas jornalísticos para o FiOS1, canal de notícias que era transmitido pelos sistemas Verizon Fios na região. Em agosto de 2019, a Verizon anunciou que não renovaria seu contrato com a RNN para produzir a programação de notícias da rede. Como resultado, o FiOS1 encerrou suas operações em 13 de novembro de 2019.
Em 1º de março de 2010, o canal digital 48.2 passou a veicular a rede de língua espanhola Mega TV. No entanto, em 1º de agosto de 2011, a WRNN-TV abandonou a Mega TV e a substituiu pela Al Jazeera English, do Catar. A Al Jazeera English foi retirada do canal em 20 de agosto de 2013, devido a retirada da distribuição nos Estados Unidos devido ao lançamento da Al Jazeera America. O canal então passou a transmitir a programação principal da WRNN-TV.
Em 20 de abril de 2012, a WRNN-TV ativou seu quinto subcanal para exibir o NHK World, o serviço de transmissão internacional em inglês da emissora pública japonesa NHK. Em 1º de julho de 2012, a emissora passou a transmitir a Global Christian Network, uma rede de televisão religiosa cristã, no quarto subcanal.
Em 28 de maio de 2021, foi ao ar o último Richard French Live. Com o encerramento da produção do programa, a WRNN-TV deixou de ter produções próprias em sua programação, que passou a ser inteiramente composta por infomerciais e programas independentes.

## Sinal digital
| PSIP | Canal digital | Resolução de vídeo | Programação                               |
| ---- | ------------- | ------------------ | ----------------------------------------- |
| 48.1 | 25 UHF        | 1080i              | Programação principal da WRNN-TV / ShopHQ |
| 48.2 | 25 UHF        | 480i               | Circle                                    |
| 48.3 | 25 UHF        | 480i               | Canal de la Fe                            |
| 48.4 | 25 UHF        | 480i               | QVC                                       |

No leilão de incentivo do espectro da Federal Communications Commission (FCC), o espectro de transmissão da WRNN-TV foi vendido por $ 212 milhões, um dos preços de venda mais altos anunciados publicamente no processo.
Em 16 de fevereiro de 2018, a emissora anunciou que havia fechado um acordo de compartilhamento de canais com a Fox Television Stations, por meio da WWOR-TV de Secaucus, Nova Jersey (canal 9). Como o sinal da WWOR-TV não chega suficientemente a Kingston, a WRNN-TV mudou sua cidade de licença para New Rochelle, Nova York. A emissora começou a compartilhar o canal 25 UHF com a WWOR-TV em 1° de maio de 2018.

### Transição para o sinal digital
Em 2004, a FCC abriu uma possibilidade para a conversão digital antecipada para emissoras de alta potência em UHF localizadas entre os canais 52 e 69 na banda UHF analógica, desde que todas as emissoras atendessem a certos critérios de qualificação. Esta parte do espectro de televisão foi programada para ser reatribuída para outros fins de comunicação após a transição de junho de 2009. A WRNN-TV solicitou permissão da FCC para desligar seu sinal analógico no canal 62 e transmitir apenas em sua frequência digital atribuída, o canal 48 UHF. A FCC atendeu à solicitação em 8 de julho de 2004, e o sinal analógico da emissora foi retirado do ar. A permissão de desligamento analógico antecipado foi concedido durante um período em que a transição completa da televisão analógica para a digital havia sido provisoriamente agendada para o final de 2006. As transmissões analógicas de emissoras de televisão de alta potência nos Estados Unidos terminaram em 12 de junho de 2009.

## Programas
Além de retransmitir a programação da ShopHQ, a WRNN-TV exibe somente infomerciais e programação independente (horários alugados). Diversos programas compuseram a grade da emissora, e foram descontinuados: 
- 62 News[19]
- Health Calls[20]
- Hudson Valley's NewsCenter Now[21]
- Kingston Now[22]
- NewsCenter Now PrimeTime[23]
- Nightside[24]
- Regional News Live[25]
- Richard French Live
- Rundown[26]
- RNN Live[27]
- RNN Talk[20]
- RNN Valley News Live[28]
- Safe Streets[20]
- Scholastic Matchup
- Speakout[29]
- Studio Diner[20]
- SportsLine Live[20]
- TZA News[30]
- Westchester Week[20]

## Equipe

### Membros antigos
- Brian Madden
- Kevin Connors (hoje na ESPN)
- Nancy Cozean
- Brian Kenny (hoje na MLB Network)
- John Patrick (hoje na WZVN-TV)
- Rolland Smith
- Hillary Van Benschoten
- Greg Floyd (hoje na WRGB)
- Nina Anastos
- Jeanine Agnolet
- Douglas Bell
- Juli Auclair
- Phil Lipof (hoje na WBTS-CD)
- Debbie Foster
- Rob Lopícola
- David Wade (hoje na WBZ-TV)
- Jordana Green (hoje na WCCO)
- Meredith Ross
- Brandon Kienle
- Kathy Yanas
- Paul Hagonese
- Ann Marie O'Keefe[31][32]